# 霍伊克 (比利时)
霍伊克（荷蘭語：Gooik，荷蘭語發音：[ɣoːi̯k]）是比利时弗拉芒大区弗拉芒布拉班特省哈勒-维尔福德区的一个市镇，西与东佛兰德省接壤，通行荷蘭語，是弗拉芒社群的一部分，面积39.70平方千米，人口9,236人（2018年1月1日）。